# Lafe McKee
Lafayette S. Lafe McKee (Morrison, 23 januari 1872 - Temple City, 10 augustus 1959) was een Amerikaanse filmacteur. Tussen 1912 en 1948 verscheen hij in meer dan 400 films. 

## Trivia
McKee speelde in de jaren 30 in veel films samen met John Wayne.

## Gedeeltelijke filmografie
De volgende films zijn samen met John Wayne:
- Ride Him, Cowboy (1932)
- The Big Stampede (1932)
- The Telegraph Trail (1933)
- The Man from Monterey (1933)
- Riders of Destiny (1933)
- West of the Divide (1934)
- Blue Steel (1934)
- Rainbow Valley (1935)
- The Desert Trail (1935)
- The Lonely Trail (1936)

Andere films:
- The Livid Flame (1914)
- Rosemary, That's for Remembrance (1914)
- The Daredevil (1920)
- In the Days of Buffalo Bill (1922)
- The Sporting Life (1925)
- Officer 444 (1926)
- The Fire Fighters (1927)
- Vultures of the Sea (1928)
- The Utah Kid (1930)
- The Vanishing Legion (1931)
- Terror Trail (1933)
- The Hawk (1935)
- The Law of 45's (1935)
- The Fighting Deputy (1937)
- Six Shootin' Sheriff (1938)